# Malatya
Malatya (Meledî en kurde, Մալաթիա en arménien) est une ville de Turquie, préfecture de la province du même nom. La population de Malatya est principalement kurde et turque, mais la ville accueille aussi une minorité arménienne.
Il s'agit de l'ancien emplacement de Mélitène, fort et chef lieu de la province romaine de l'Arménie (royaume d'Arménie, Arménie Mineure).
Elle compte 381 081 habitants en 2000.

## Histoire
Polyeucte de Mélitène, saint arménien, un temps riche officier romain y fut martyrisé et y mourut sous le règne de Dèce (Trajan Dèce, empereur romain de 249 à 251),  en l'an 259.
Malatya est l'ancienne Mélitène de l'époque des Croisades, et la ville de naissance de saint Euthyme (377-473) l'un des fondateurs du monachisme byzantin en Palestine.

Mélitène fut un grand centre du christianisme monophysite, le chroniqueur et philosophe Bar-Hebraeus (Abu al-Faraj Ibn al-Ibri) y occupa la fonction de maphrien.
Byzantine, la ville tombe aux mains des Arabes au VIIe siècle. Basile Ier l'isole mais ne réussit pas à la prendre.
Reprise par les Byzantins en 934, la cité est ensuite intégrée aux possessions de Philaretos Brakhamios, serviteur arménien de l'empire qui prend son autonomie à la mort de Romain IV Diogène, en 1071. Après sa chute en 1085, Mélitène est défendue par son lieutenant Gabriel contre les Seldjoukides, qui assiègent la cité en 1097. L'arrivée des Croisés les oblige cependant à lever le siège et à quitter la région. Malgré l'alliance avec Baudouin du Bourg, comte d'Édesse, Mélitène est prise en 1103 par les Danichmendides.
Militène fut le siège du patriarcat jacobite de 1094 à 1293.
Elle appartient à la principauté turkmène de Dulkadir, puis à la province ottomane qui en est issue, l'eyalet de Dulkadir. Chef-lieu d'un sandjak, elle est rattachée au vilayet de Diyarbekir en 1867 puis au vilayet de Mamouret-ul-Aziz en 1879.
Durant le génocide arménien, la ville reçoit plusieurs flots de déportés en provenance de Sivas, Kharpout, Muş et d'autres villages alentour, pour être dirigés vers leur destination finale : les camps d'extermination ou les déserts de Mésopotamie.
En avril 2007, la ville est troublée par le massacre des éditions Zirve (en) : trois chrétiens protestants, un missionnaire allemand et ses deux collaborateurs turcs, animant la maison d'édition religieuse protestante Zirve, sont torturés et égorgés. Quatre suspects, âgés de 19 à 20 ans, sont arrêtés et avouent leurs actes mais il n'est pas exclu qu'ils aient agi à l'instigation d'une organisation secrète,. Ils sont relâchés en mars 2014 en application d'une loi limitant la durée de la détention préventive. Les procédures furent interminables, décourageant beaucoup les familles et les amis des victimes. Quelque 115 séances devant le tribunal ont été tenues pour ces assassinats barbares, les juges et les procureurs ont été changés à plusieurs reprises. Mais finalement un jugement a été rendu le 28 septembre 2016 condamnant les auteurs de ces crimes à la prison à perpétuité.
Un site proche de la ville a été choisi pour l'implantation d'un radar du bouclier antimissile de l'OTAN[réf. nécessaire][réf. incomplète].

## Culture de l'abricot
La ville de Malatya est grande productrice d'abricots, vendus dans le monde entier, notamment sous leur forme séchée : on estime qu'elle produit 85% des abricots secs vendus dans le monde.

## Sport
Le club de football de la ville est le Evkur Yeni Malatyaspor.

## Jumelage
- Mannheim (Allemagne)
- Sarrebruck (Allemagne)

## Personnalités nées à Malatya
- Ahmet Kaya (1957-2000), chanteur turc d'origine kurde.
- Kemal Sunal (1944-2000), acteur turc.
- Rabia Kazan (1976), journaliste.
- Sarkis Katchadourian (1886-1947), peintre persan d'origine arménienne.
- Murat Gokmen (1984), homme d'affaires.
- Emine Sevgi Özdamar (1946), comédienne et écrivaine de langue allemande.